# St. Michaels (Maryland)
St. Michaels ist eine Stadt im Talbot County im Bundesstaat Maryland in den Vereinigten Staaten. Das U.S. Census Bureau hat bei der Volkszählung 2020 eine Einwohnerzahl von 1049 ermittelt. 

## Geographie
Die Stadt liegt an der Mündung des Miles River in die Chesapeake Bay auf der Delmarva-Halbinsel, 15 Kilometer westlich der Countyverwaltung (County Seat) Easton und rund 80 Kilometer östlich von Washington, D.C.

## Geschichte
Im Jahr 1677 wurde eine Episkopalkirche am Ufer des Miles River gegründet und nach dem Erzengel Michael benannt. Von Beginn an war der Ort im Schiffbau aktiv. Am 10. August 1813 näherten sich britische Seeleute mit Kähnen der Stadt, um diese zu bombardieren. Die Einwohner löschten am Abend jedoch alle Lichter in den Häusern und entzündeten nur Laternen weit außerhalb in Bäumen. Daraufhin verfehlte der Beschuss mit Kanonen die Ziele in der Stadt. Nur das heute noch unter dem Namen Cannonball House bekannte Gebäude wurde leicht beschädigt. Nach dieser erfolgreichen Verteidigung  bezeichneten sich die Einwohner von St. Michaels zuweilen als „Erfinder der militärischen Verdunkelung“ und gaben der Stadt den Spitznamen The Town that Fooled the British (Die Stadt, die die Briten täuschte).
Heute hat sich St. Michaels zu einem idyllischen Fischerstädtchen entwickelt, in dem ein breites Angebot kleiner Gasthäuser existiert, die auf die Zubereitung der in der Chesapeake Bay vorkommenden Blaukrabben spezialisiert sind. Außerdem werden verschiedene Wassersportaktivitäten für Touristen angeboten.
Einige historisch wertvolle Gebäude und Plätze sind in das National Register of Historic Places aufgenommen, dazu gehören das Cannonball House, die Old Inn, die Saint Michaels Mill und der Saint Michaels Historic District.

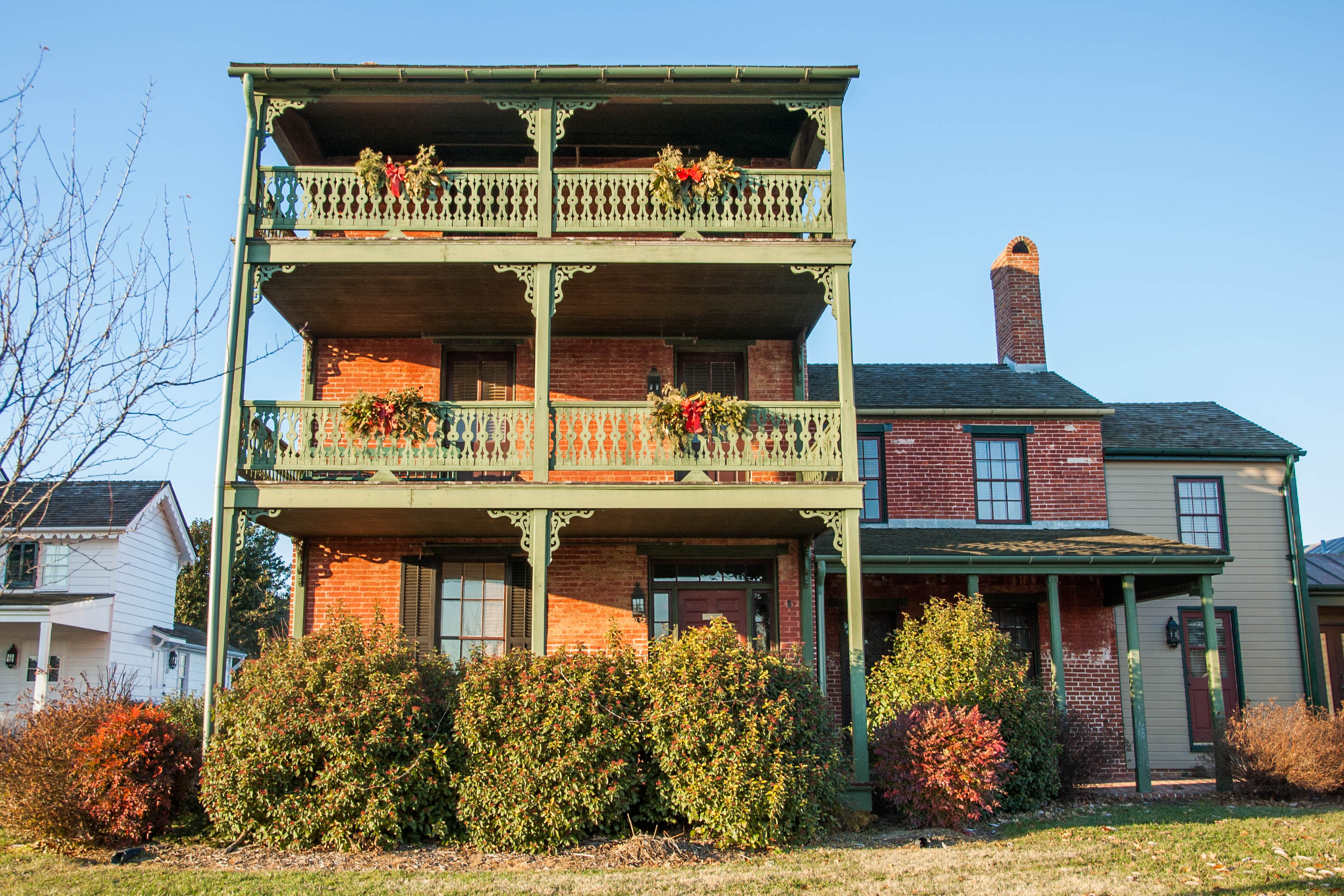
Dodson House
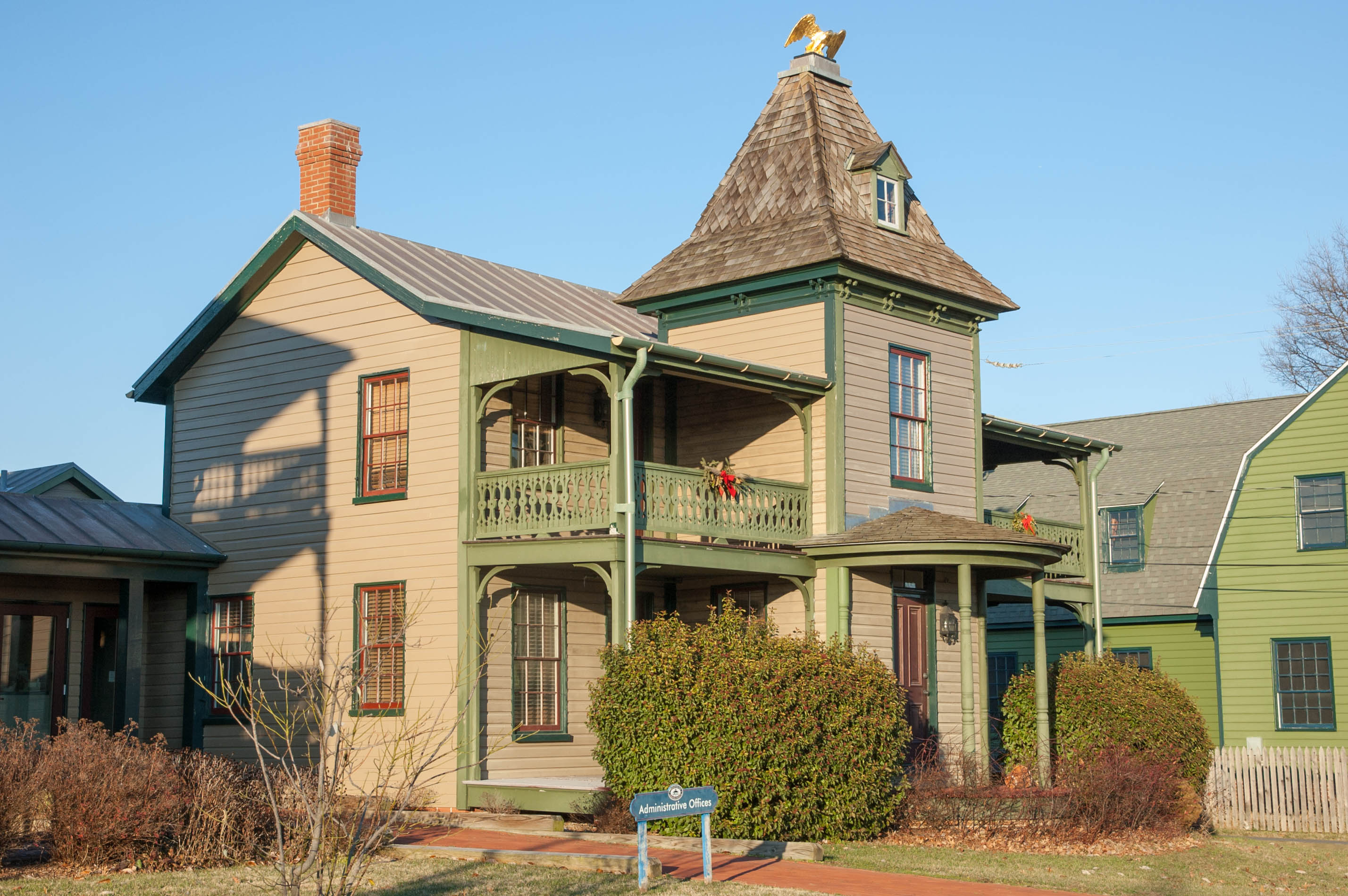
Eagle House
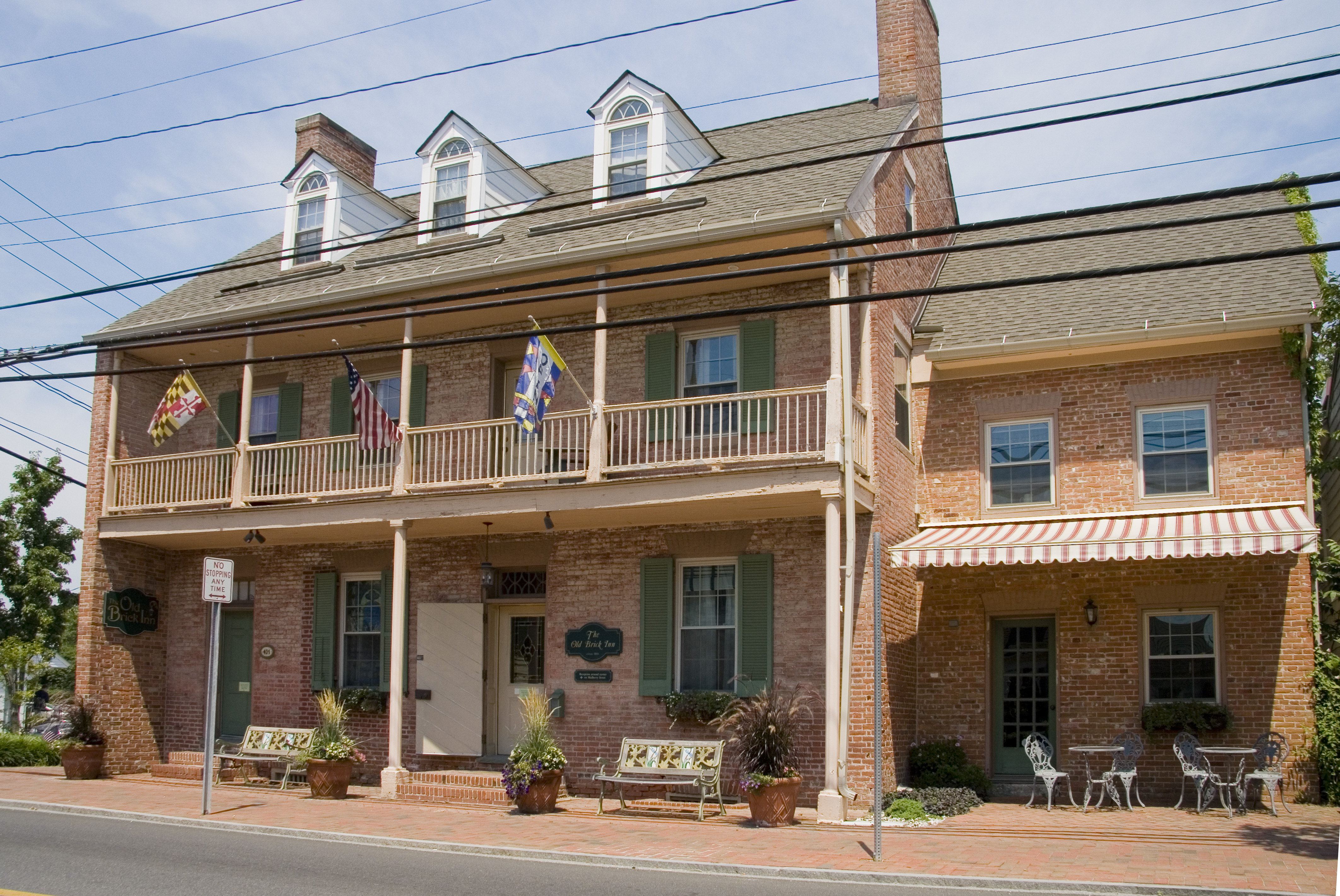
Old Inn
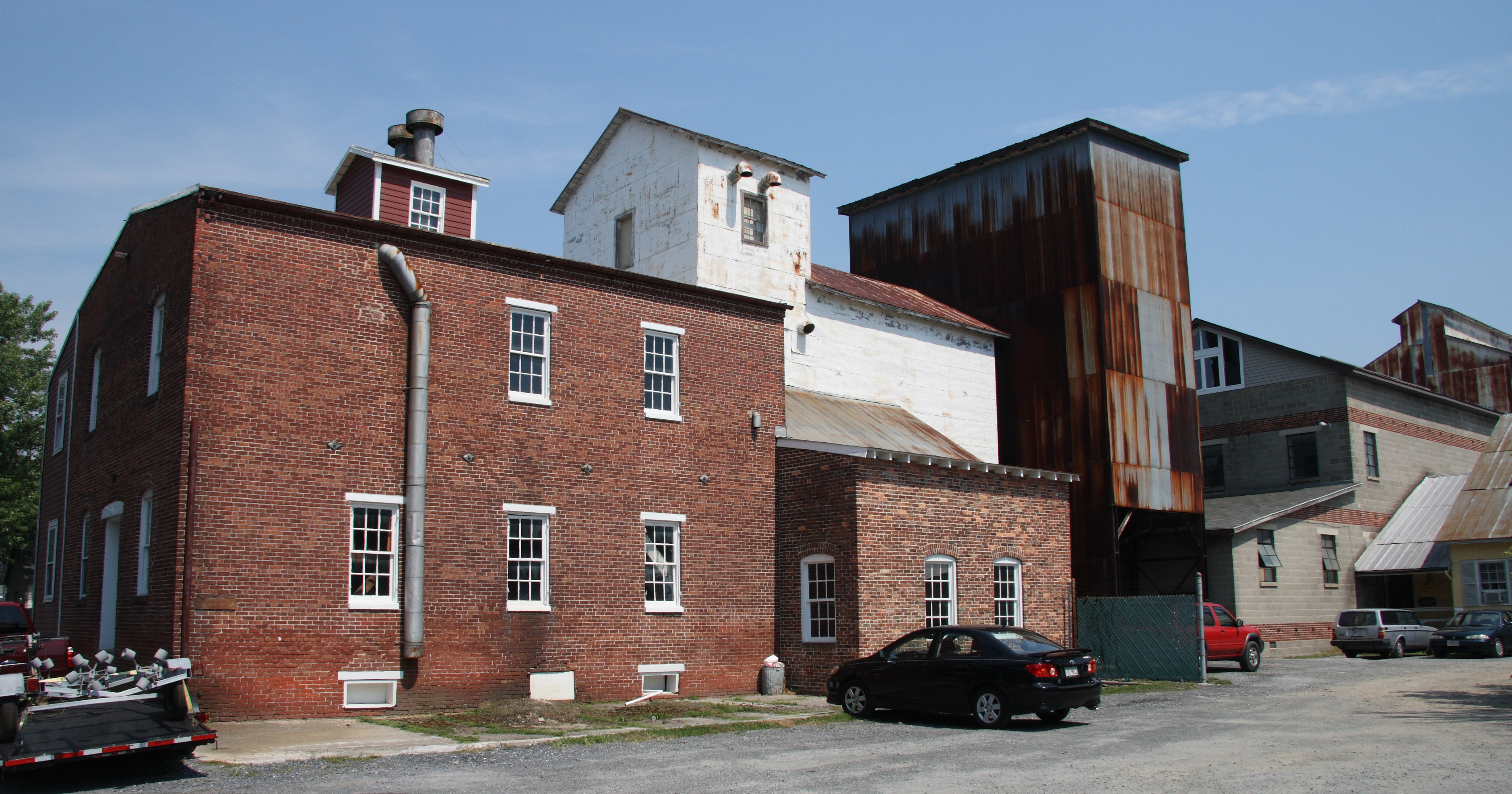
Saint Michaels Mill
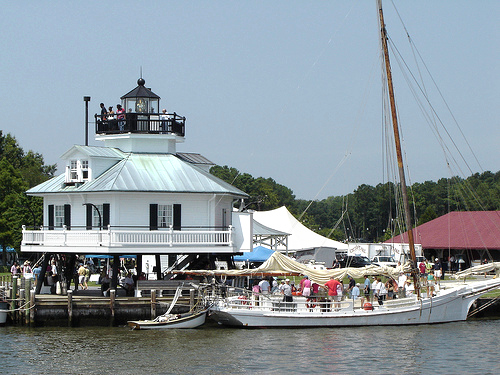
Chesapeake Bay Maritime Museum
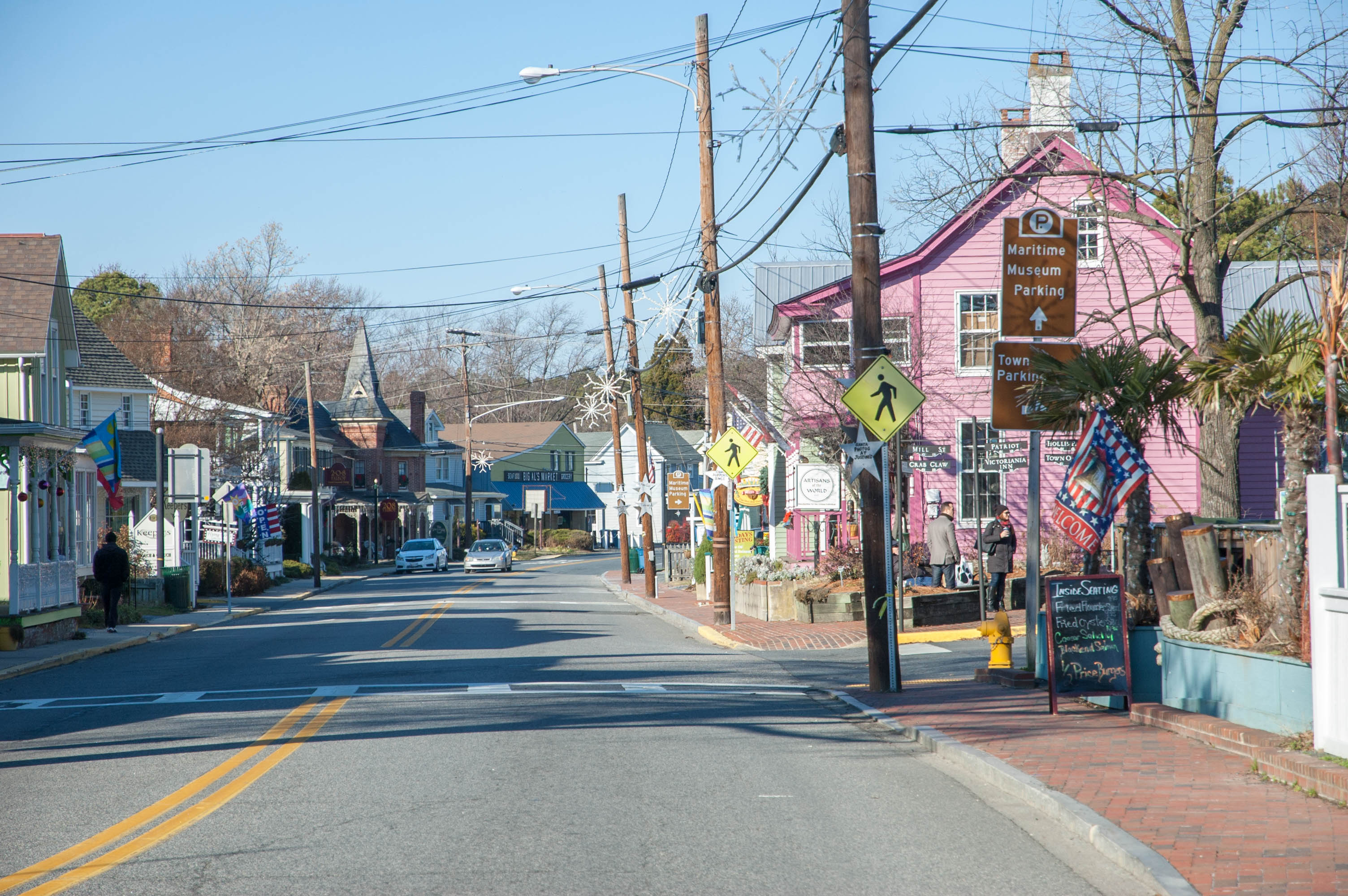
Downtown
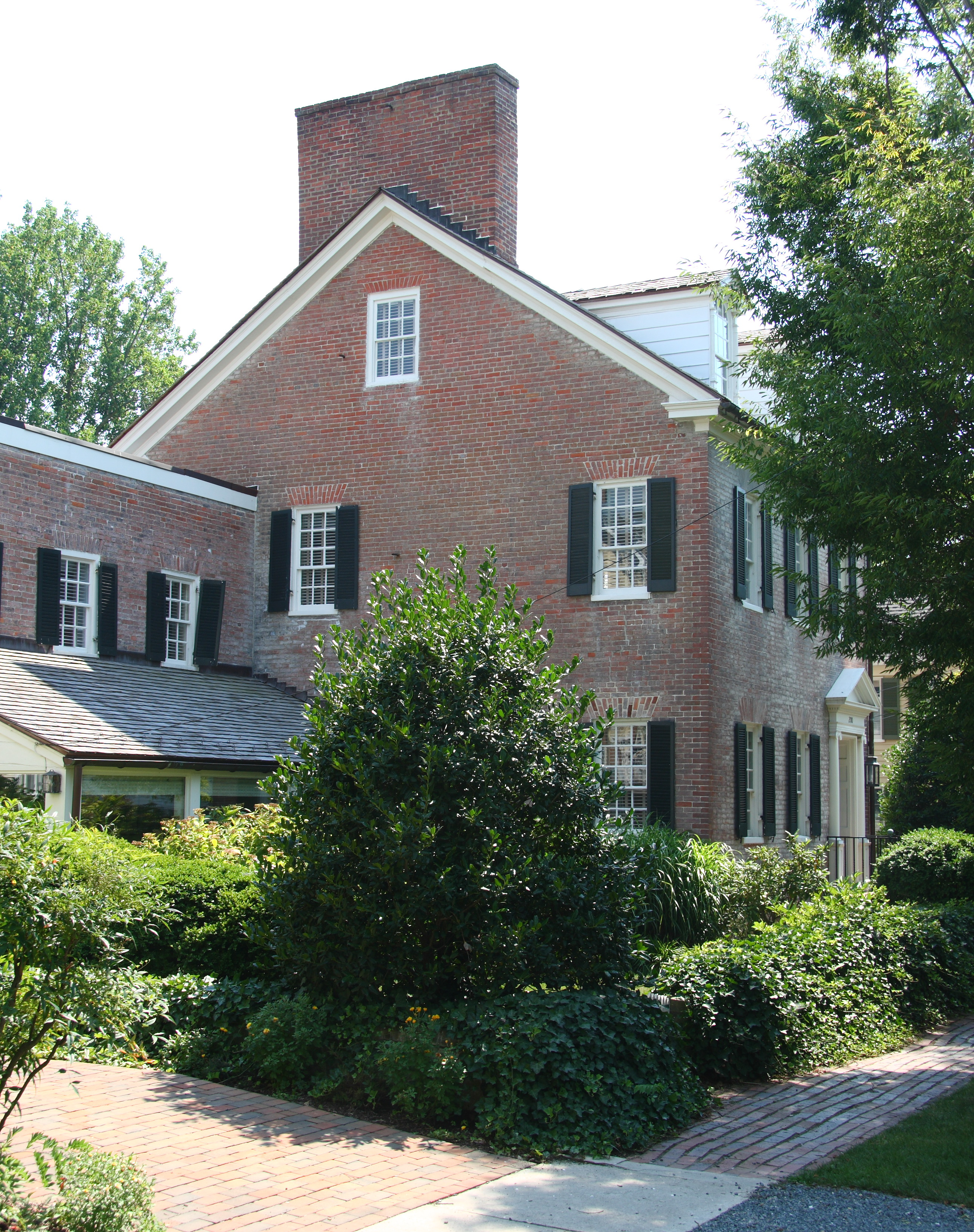
Cannonball House
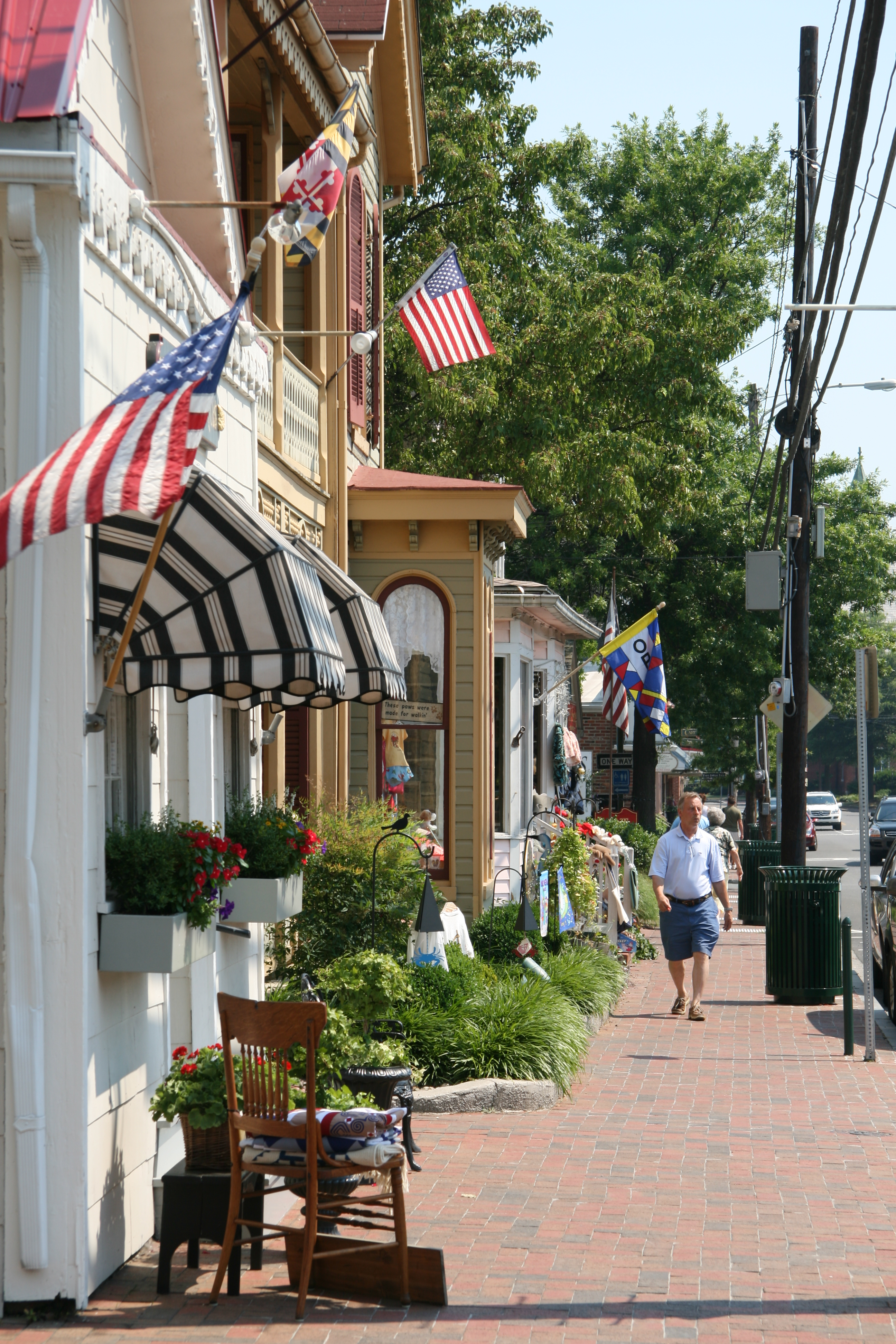
Saint Michaels Historic District

## Demografische Daten
Im Jahr 2012 wurde eine Einwohnerzahl von 1020 Personen ermittelt, was eine Abnahme um 14,5 % gegenüber 2000 bedeutet. Das Durchschnittsalter der Bewohner lag im Jahr 2012 mit 50,2 Jahren deutlich über dem Durchschnittswert von Maryland, der 41,7 Jahre betrug und besagt, dass die Stadt zunehmend als Altersruhesitz genutzt wird. 12,3 % der heutigen Einwohner sind deutschen Ursprungs.